# حمض عضوي

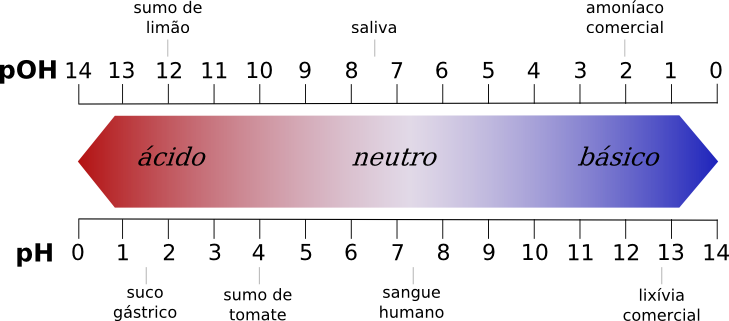

الحمض العضوي هو أي مركب عضوي له خواص حمضية. أكثر الأحماض العضوية شيوعاً هي الأحماض الكربوكسيلية يكون من الشكل R-COOH